# Wittich
Wittich, in der Thidrekssaga Widga, sonst auch Witege, Wittig, ist eine Gestalt der germanischen Heldensagen. Aufgrund der Ausrüstung, die er von seinem Vater Wieland bekam, war er nach der Sage der am besten ausgerüstete Ritter seiner Zeit. Er hatte mit Mimung das beste Schwert, seine Rüstung und sein Helm waren ebenfalls von Wieland geschmiedet worden und damit vom Feinsten. Wittichs Reittier war der Hengst Schimming, eines der besten Pferde der damaligen Zeit.
Mimung spielt in der Wielandsage eine wichtige Rolle, aber auch in der Sage von Dietrich von Bern, denn mit Mimungs Hilfe kann Wittich Dietrich besiegen. Später leiht sich Dietrich, als er in einem Wettkampf gegen Odoaker zu verlieren droht, von Wittich dessen Schwert und tötet damit Odoaker.
In den Sagen um Dietrich von Bern spielt er insofern eine den Haupthelden sehr verdunkelnde Rolle. Doch wird er an anderer Stelle auch seinerseits recht negativ dargestellt, insofern er am Schluss seines Lebens, als er zum Gegner Dietrichs geworden ist, in der Rabenschlacht eine äußerst unrühmliche Rolle spielt. In dieser Schlacht, die in der Nähe von Dietrichs Stadt Raben (Bezug auf das historische Ravenna) stattfand, in der Dietrichs Heer gegen das von Kaiser Ermenrich kämpfte, um Dietrichs Reich von diesem zurückzugewinnen, waren Wittich und Ritter Heime, die zu Ermanrichs Heer gehörten, auf einem Erkundungsritt, und sie stießen auf einen gegnerischen Ritter, der dort auf der Wacht stand. Sie kämpften mit ihm, und zwar zunächst, wie es unter Rittern üblich war, Mann gegen Mann, und er besiegte sie alle beide. Er wollte sie als seine Gefangenen mitnehmen, aber da vergaßen sie allen ritterlichen Anstand, fielen zu zweit über ihn her und töteten ihn. Als sie ihm dann den Helm abnahmen, stellten sie fest, dass es sich um den erst achtzehnjährigen Alphart handelte, einen Neffen von Hildebrand, dem alten Waffenmeister Dietrichs.
Voll schlechten Gewissens machten sie sich davon, und Alphart lag einen ganzen Tag tot auf dem Schlachtfeld, bis ihn Hildebrand fand. Anhand der Spuren der Schwerthiebe konnte er feststellen, dass Mimung sie verursacht haben musste, und da Alphart auch Wunden auf dem Rücken hatte, wusste er, was geschehen war.
In einer späteren Schlacht, bei der der inzwischen aus Bern vertriebene Dietrich versuchte, sein Reich zurückzuerobern, stieß Wittich dann auch noch auf Dieter, den sehr jungen Bruder Dietrichs, und die beiden Söhne König Etzels (des historischen Attila). Er versuchte, den Kampf zu vermeiden, wurde von ihnen aber so energisch angegriffen, dass er sie in Notwehr erschlug.
Darüber war Dietrich von Bern so erzürnt, dass er Wittich auf seinem Pferd Falke verfolgte, um mit ihm zu kämpfen und ihn zu töten. Wittich hatte so viel Angst vor Dietrich, dass er auf der Flucht vor ihm in den Freitod ging, indem er sich mit seinem Pferd in voller Rüstung über eine Klippe ins Meer stürzte. Varianten sagen dazu, dass er dort von Meerfrauen gerettet wurde.
Der bekannteste reale Träger des Namens war der ostgotische rex Witichis (536–540), ein früherer Gefolgsmann Theoderichs des Großen.
Das legendäre  Vidrik Verlandssons Grab liegt bei Ucklum in Västra Götalands län in Schweden.